# 米德韋 (特拉華州)
米德韋（英語：Midway）是位於美國特拉華州蘇塞克斯縣的一個非建制地區。該地的面積和人口皆未知。

## 地理
米德韋的座標為38°43′41″N 75°07′46″W / 38.72806°N 75.12944°W，而該地的平均海拔高度為8米（即26英尺）。